# St. Oswald (Zeilfeld)

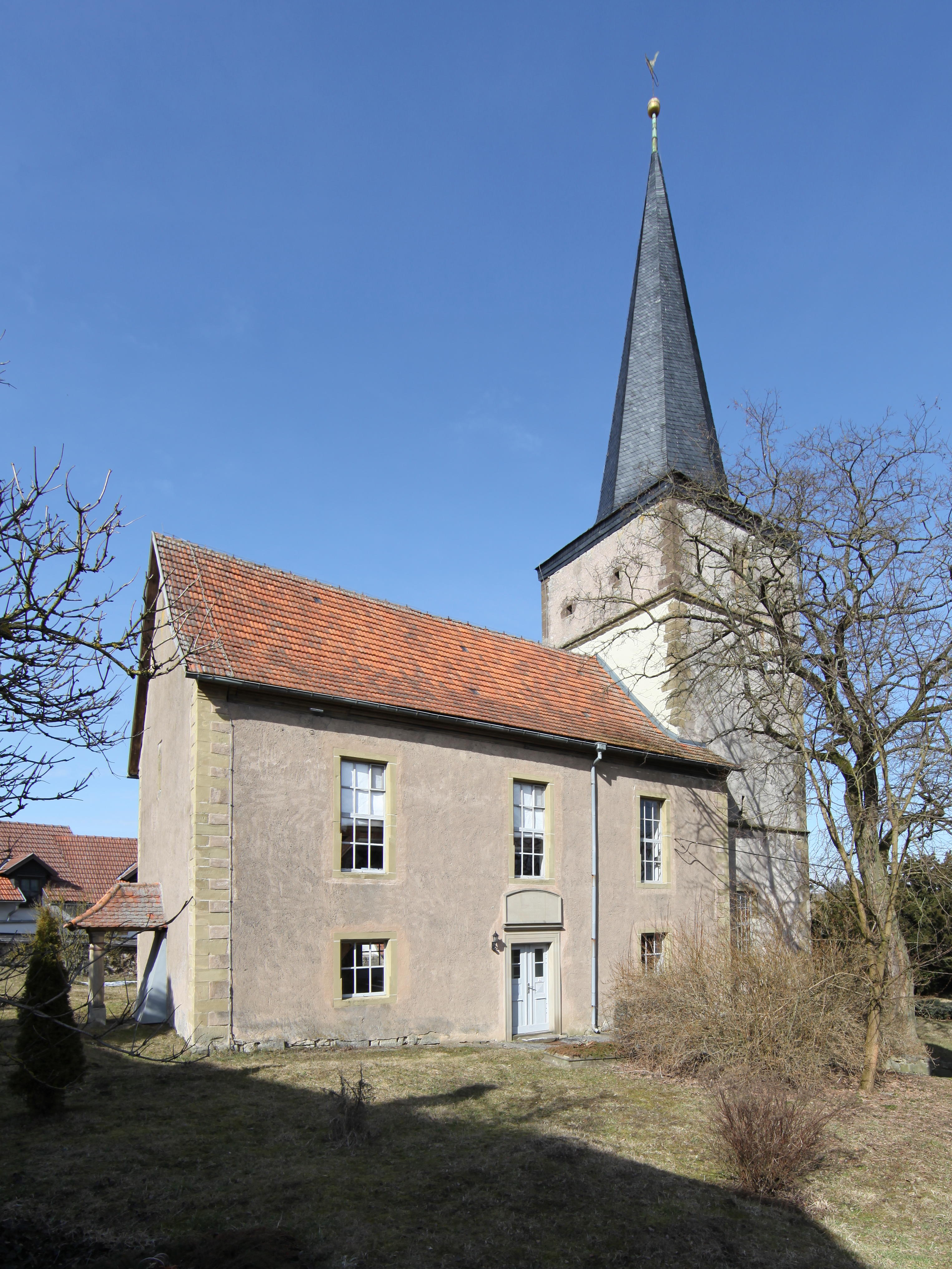
Ev. Kirche St. Oswald

Die denkmalgeschützte evangelisch-lutherische Kirche St. Oswald steht im Ortsteil Zeilfeld der Kleinstadt Römhild im Landkreis Hildburghausen in Thüringen.
Die Kirche wurde bereits in der vorreformatorischen Zeit gebaut. Sie besitzt Reste eines Wehrbaus. Eine Wehrmauer mit Schießscharten und entsprechend gestaltete Fenstern bestätigen dies baulich. Meist suchten die Gläubigen und Dorfbewohner bei Gefahr Schutz in den Wäldern, berichtet man.
Der Kirchturm ist gotischen Ursprungs und hat im Untergeschoss den kreuzgewölbten und mit einem Schlussstein versehenen Altarraum. Gegenüber dem Turm erscheint das 1734 erbaute Kirchenschiff klein. Die vorherigen Bauten fielen meist kriegerischen Ereignissen zu Opfer. 
Der Innenraum is eine dreischiffige Emporenhalle mit zweigeschossigen Längsemporen una eingeschossiger Westempore. Emporen und Decke werden antikisierenden Säulen aus Holz mit üppigen Kapitellen. Das Mittelschiff ist mit einem leicht gedrückten schlichten hölzernen Tonnengewölbe gedeckt, die Seitenschiffe haben flache Decken.
Die Barockorgel von 1767, gefertigt von Johann Christian Dotzauer, ist zu großen Teilen original erhalten. 2013 wurde sie durch die Firma Rösel & Hercher Orgelbau umfassend restauriert.
1984 bis 1985 wurden im Altarraum 32 spätmittelalterliche Fresken gefunden. Sie überdauerten Jahrhunderte. Fachleute schätzen die Entstehung der Fresken in der Zeit von 1480 bis 1520.